# يوسف بوعريش (سباح)
يوسف بوعريش سباح سعودي شارك في العديد من فعاليات السباحة العالمية، حيث شارك مع المنتخب السعودي للسباحة في منافسات البطولة العربية وبطولات عالمية أخرى.

## البطولات التي شارك فيها
- منافسات البطولة العربية (الرابعة+)[1]
- أولمبياد الشباب (بوينس آيرس 2018)

## الميداليات والجوائز الحاصل عليها
النتائج والميداليات المحققة من قبل يوسف بو عريش في مختلف المنافسات الرياضية:
- الميدالية البرونزية نهائي 50 م والمركز الثالث سباحة فراشة في منافسات البطولة العربية الرابعة في تونس.[3]
- منافسات بطولة العالم للألعاب المائية جوانجو 2019.
- الميدالية الذهبية في سباحة الألعاب الدولية للشرطة في مدينة أبوظبي.[4]
- الميدالية الذهبية سباق 50 م في بطولة الخليج في مدينة الدمام.